# Rubus moluccanus
Rubus moluccanus — вид квіткових рослин із родини трояндових (Rosaceae).

## Біоморфологічна характеристика
Це кущ або витка рослина; може сягати понад 10 метрів у висоту, але зазвичай 2–3 метри. Стебла з жорсткими колючками. Стебла можуть вкорінюватися й давати нові рослини там, де вони торкаються землі. Листки від овальної або серцеподібної форми, нижня поверхня волосиста; краї листя дрібно зубчасті. Квітки рожеві чи білі. Червоні плоди більш-менш кулясті, 10–30 мм у діаметрі.

## Ареал
Зростає у південній і південно-східній Азії — Шрі Ланка, Індія, Лаос, М'янма, Таїланд, В'єтнам, Папуа Нова Гвінея, Соломонові острови, Індонезія, Малайзія, Філіппіни, в Австралії — Новий Південний Уельс, Квінсленд, Вікторія, в Океанії — Нова Каледонія.
Населяє вологі евкаліптові й дощові ліси. Росте на різних ґрунтах на узліссях, у вторинних лісах та хащах, від рівня моря до 2000 метрів, іноді до 3000 метрів.

## Використання
Плід їстівний, не досить смачний. Має кислий і терпкий смак. Плоди їдять сирими, виготовляють варення, пироги тощо. 
Рослина має цілий ряд традиційних лікувальних цілей, а також іноді культивується заради його їстівних плодів (однак рослині потрібна достатня кількість води та добре дренований ґрунт). Листки чи сік листків використовують для лікування дизентерії. Сік з молодих пагонів п’ють одноразово, щоб викликати пологи. Листки жують із сіллю, а потім спльовують на виразки, щоб сприяти загоєнню. Сік з листя або стебел використовують для лікування очних захворювань. Плід вважається корисним засобом від нетримання сечі у дітей. Коріння є в'яжучим і кровозміцнювальним засобом. Відвар коренів використовують при лікуванні дизентерії. Кора містить ≈ 10% дубильних речовин і є ефективним в'яжучим засобом.
З плодів отримують барвник від пурпурного до тьмяно-синього.

## Галерея

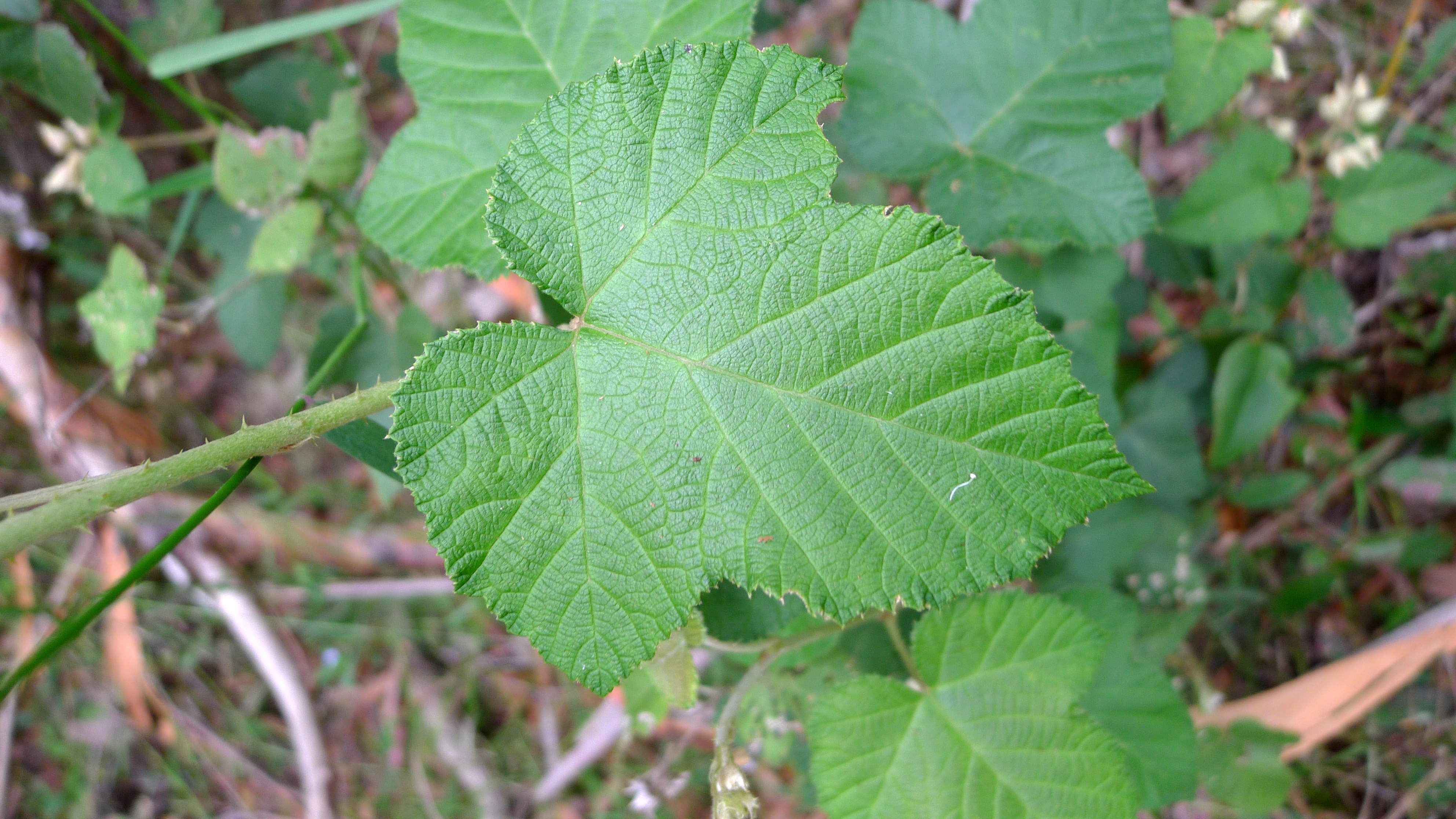
листя
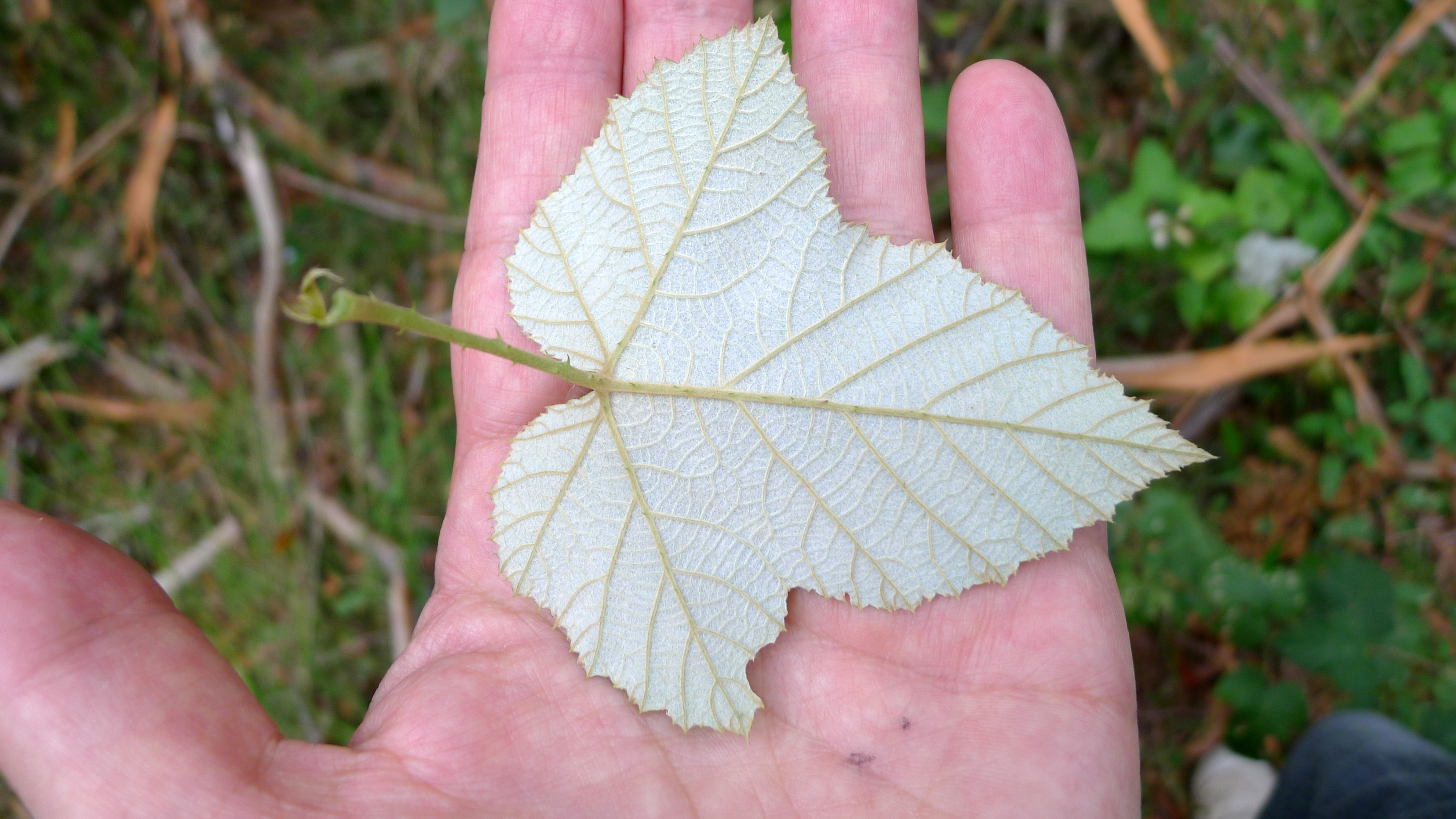
листок зісподу
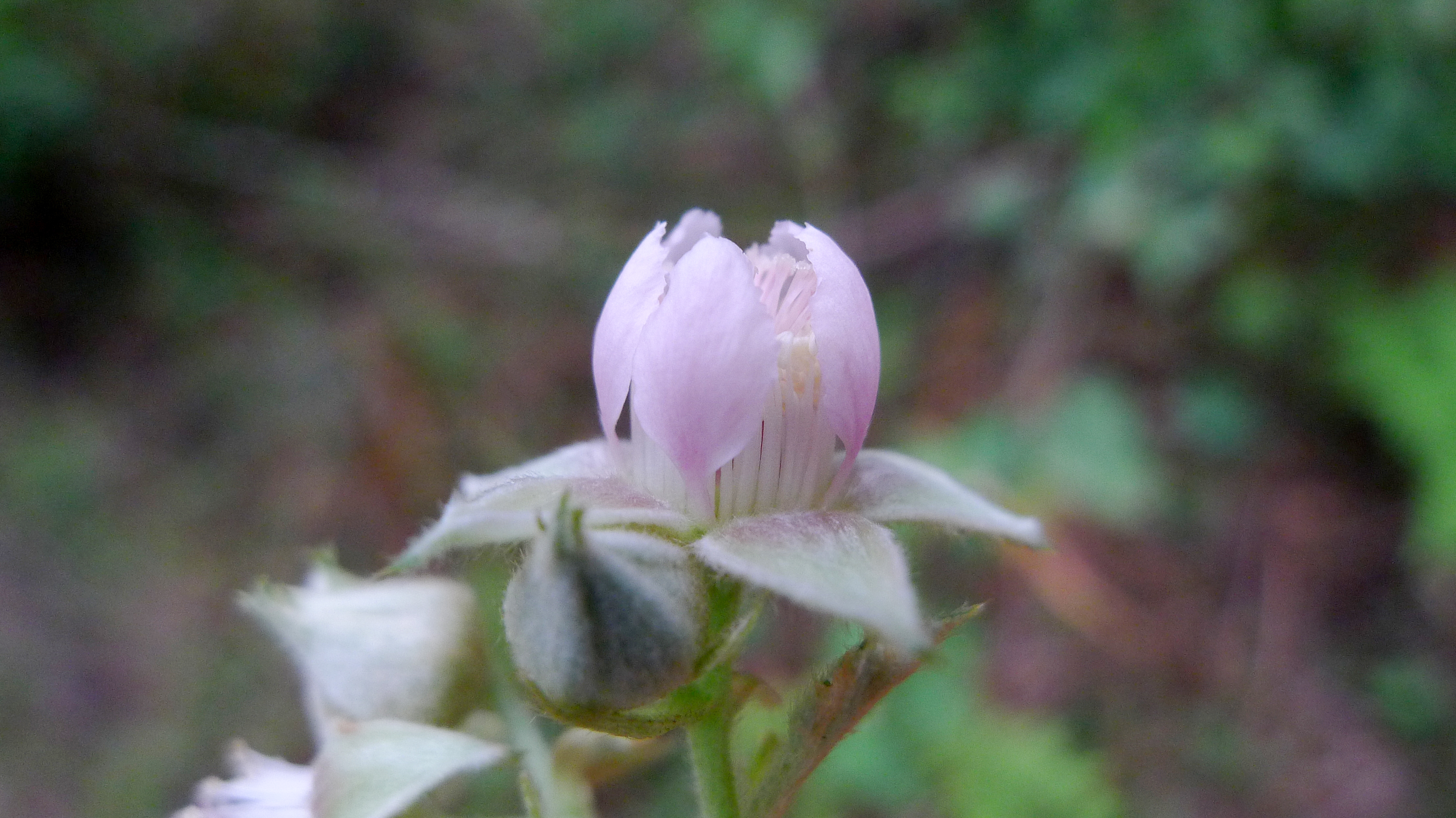
квітка
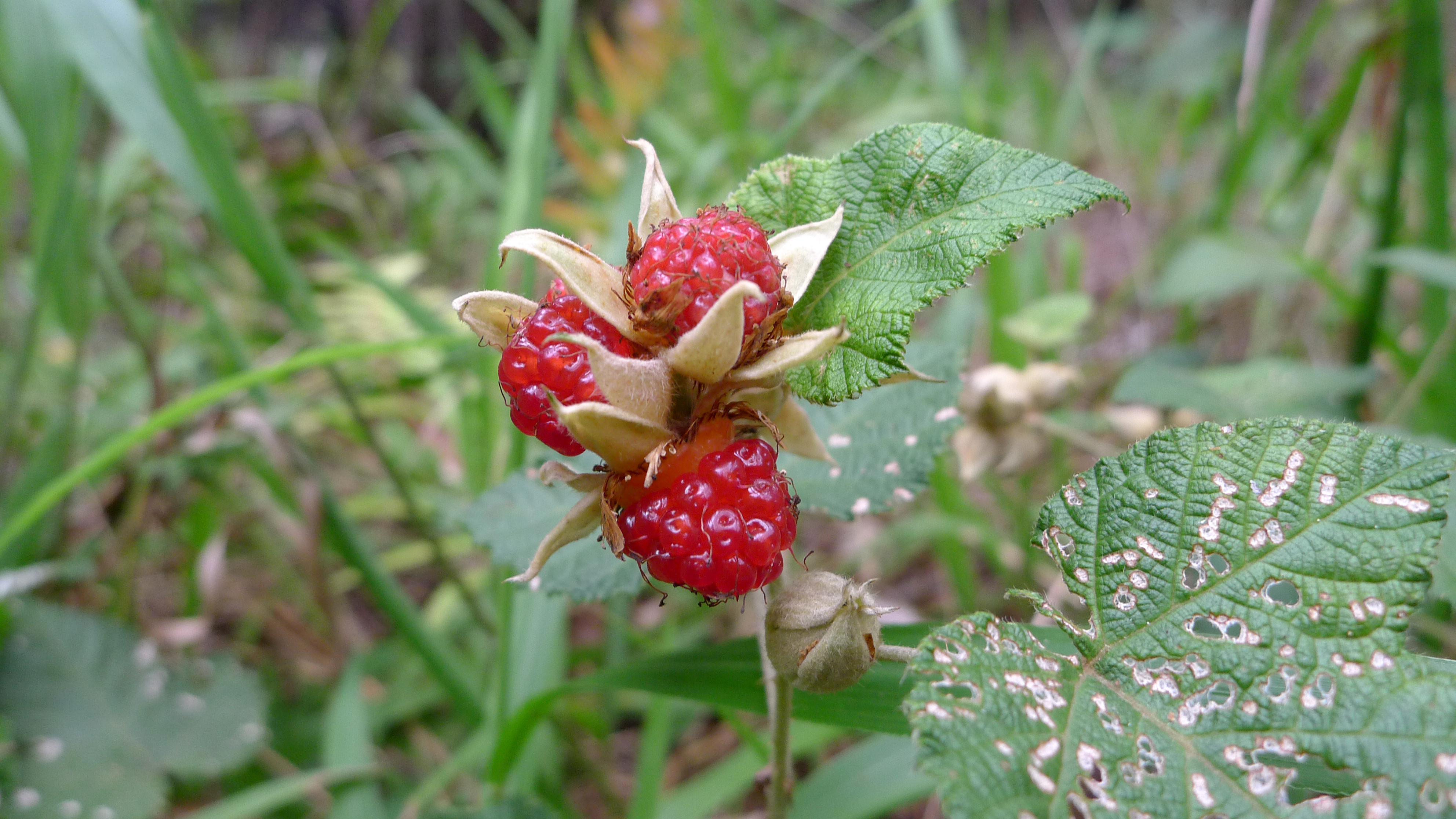
плоди
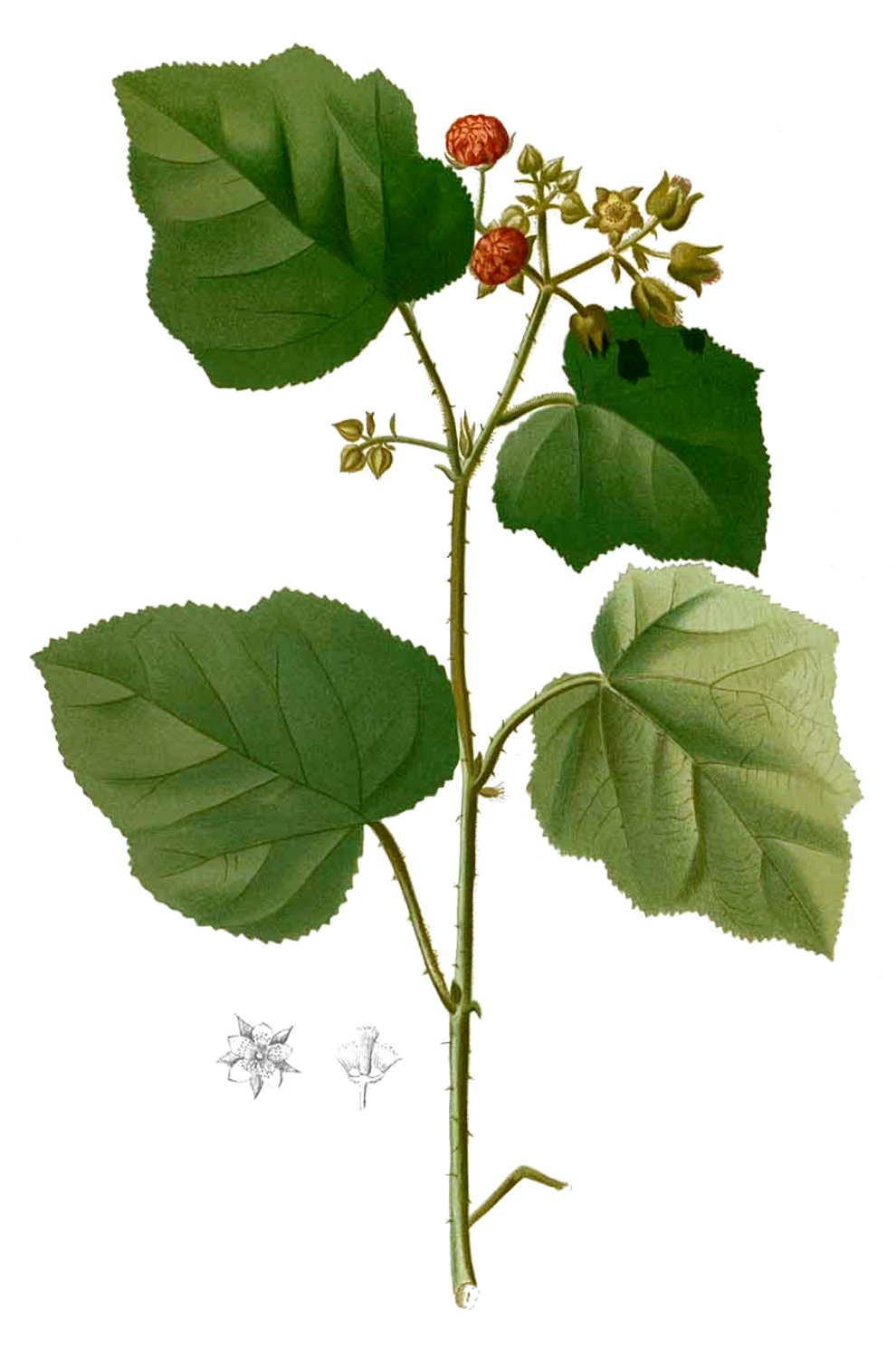
ілюстрація